# St. Nikolaus (Pfatter)

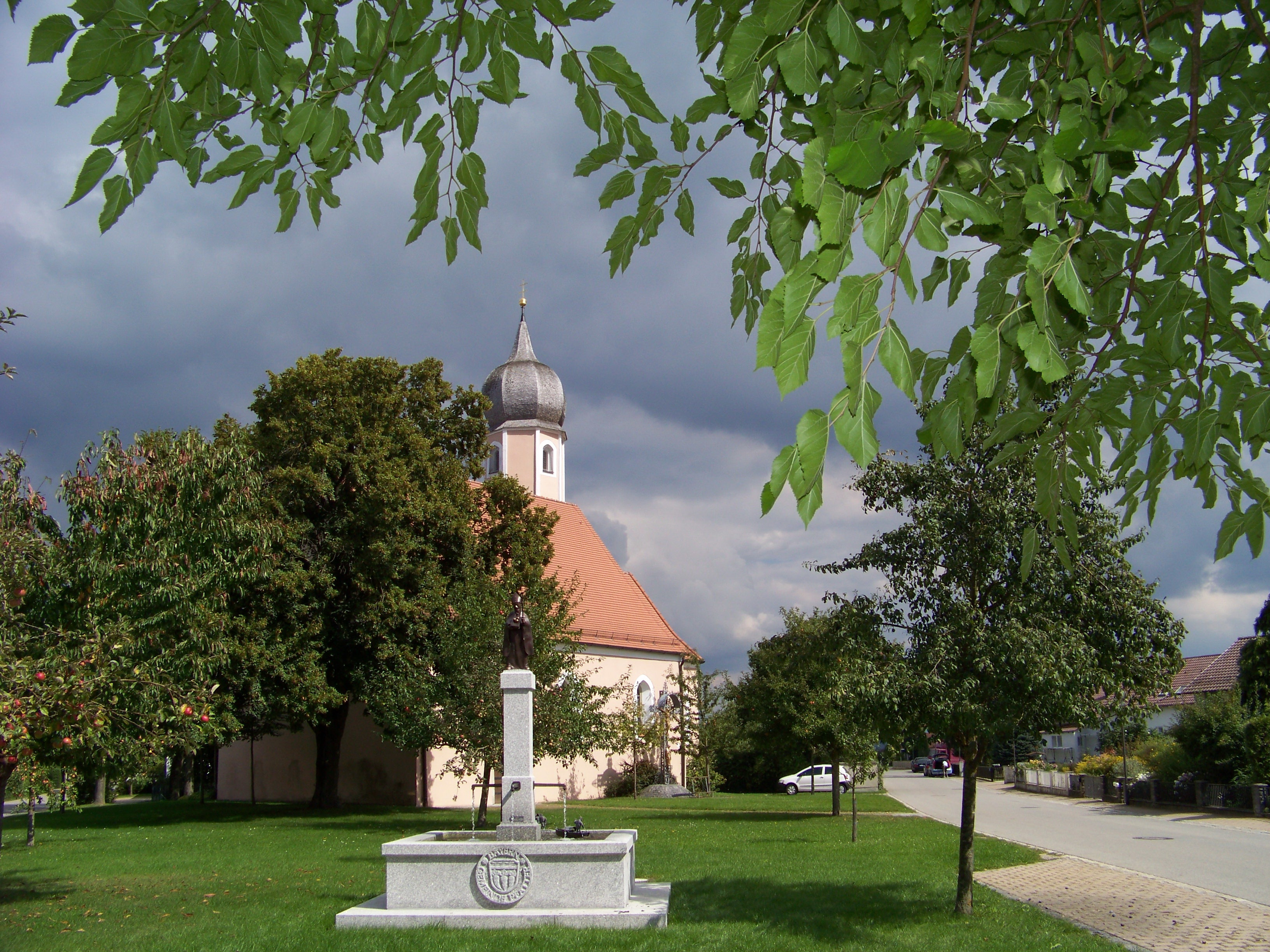
St. Nikolaus (Pfatter)

Die römisch-katholische, denkmalgeschützte Filialkirche St. Nikolaus steht in Pfatter, eine Gemeinde im Landkreis Regensburg der Oberpfalz. Sie ist dem Bistum Regensburg zugeordnet. Das Bauwerk ist unter der Denkmalnummer D-3-75-183-6 als Baudenkmal in die Bayerische Denkmalliste eingetragen.

## Beschreibung
Die Saalkirche wurde um 1600 erbaut. Sie besteht aus einem Langhaus, einem eingezogenen, dreiseitig geschlossenen Chor im Osten und einem Chorflankenturm auf quadratischem Grundriss an dessen Nordwand, dessen achteckiges oberstes Geschoss den Glockenstuhl beherbergt, und der mit einer Zwiebelhaube bedeckt ist.